# Corinne Narassiguin
Corinne Narassiguin, née le 7 mars 1975 au Port, sur l'île de La Réunion, est une femme politique française, membre du Parti socialiste et sénatrice de la Seine-Saint-Denis depuis 2023.
Ancienne députée de la première circonscription des Français établis hors de France de 2012 à 2013, elle est porte-parole de son parti d'avril 2014 à juin 2017, puis à partir d'avril 2018, secrétaire nationale à la coordination et aux moyens. Depuis octobre 2023, elle siège au Sénat à la suite de son élection comme tête de liste en Seine-Saint-Denis.

## Biographie

### Formation
Elle grandit à Saint-Paul sur l'île de La Réunion, puis elle fait ses études en région parisienne puis en Angleterre. Elle est diplômée de Télécom SudParis (promotion 1997) et titulaire d’un Master of Science en télécommunications de l'University College London. Elle commence sa carrière professionnelle dans le domaine des technologies de l'information à Paris, puis la poursuit à New York de 1999 à 2012.
De retour en France en 2013, elle travaille de manière indépendante et est installée aujourd'hui en Seine-Saint-Denis.

## Carrière politique
Corinne Narassiguin est membre du Parti socialiste depuis 2000. Elle est secrétaire de la section de New York de 2003 à 2010, puis députée dans la première circonscription des Français établis hors de France de 2012 à 2013. Son premier mandat électoral est celui de conseillère à l'Assemblée des Français de l'Étranger, où elle est élue en juin 2009 pour la circonscription de Washington,. Le 17 juin 2012, elle est élue députée au second tour des élections législatives françaises de 2012 dans la première circonscription des Français établis hors de France (États-Unis et Canada), battant son rival Frédéric Lefebvre (UMP) avec 54,01 % des suffrages, soit 15 782 voix. À l'Assemblée nationale, elle est membre de la Commission des Lois.
Élué députée en 2012, elle rejoint le courant socialiste « Besoin de Gauche » animé par Pierre Moscovici, elle y reste jusqu'à la dispersion de ce courant à la suite des législatives de 2017. Au Palais Bourbon, elle est désignée responsable pour le groupe socialiste, républicain et citoyen (SRC) du projet de loi ouvrant le mariage aux couples de personnes de même sexe. Elle s'affirme tout au long de la discussion parlementaire comme « fervente défenseuse » du projet de loi et principale oratrice du groupe SRC.
Elle se distingue par ailleurs, au-delà du texte gouvernemental, comme la première signataire de l'amendement destiné à légaliser la procréation médicalement assistée (PMA). Validé dans un premier temps par le groupe SRC, non sans clivage ni contestations, cet amendement est ensuite retiré en échange de la promesse du Gouvernement d'introduire la PMA dans un projet de loi ultérieur ; Corinne Narassiguin se rallie à ce compromis — « pour une plus grande avancée demain » — et déclare : « Que les couples de femmes se rassurent, nous sommes déterminés à tenir nos engagements pour l’égalité des droits ! ».
Le 15 février 2013, le Conseil constitutionnel annule son élection et, simultanément, sanctionne Corinne Narassiguin d'une peine d'inéligibilité d'un an, ses comptes de campagne ayant été rejetés. Corinne Narassiguin pour avoir ouvert deux comptes bancaires dont un à l'étranger, faisant obstacle, selon la décision du Conseil, à la traçabilité de la totalité des opérations financières de la campagne. Elle se défend en « pointant l'inadéquation des règles électorales aux “spécificités” de l'élection des députés des Français de l'étranger ». Elle fait valoir qu'elle ne pouvait régler toutes ses dépenses aux États-Unis « avec un compte bancaire parisien », et que ce dispositif « a permis une traçabilité totale de l'ensemble des flux financiers ». Cette décision, qui marque un frein dans l'ascension politique de celle qui est présentée comme une « valeur montante du PS », suscite indignation et regrets chez de nombreux élus de la majorité. Frédéric Lefebvre lui succède le 10 juin 2013.
Corinne Narassiguin a été désignée porte-parole du Parti socialiste lors du conseil national du 15 avril 2014 après l'élection de Jean-Christophe Cambadélis comme premier secrétaire. Elle démissionne de cette fonction en juin 2017, elle explique en Bureau National le 20 juin 2017 vouloir se concentrer sur de nouveaux projets dans sa carrière professionnelle, qu'elle a toujours menée indépendamment de ses engagements politiques, et vouloir retrouver sa pleine liberté de parole dans la perspective de la refondation du Parti Socialiste qui s'annonce.
Dans la suite de son soutien à la politique menée sous la présidence de François Hollande, et malgré son opposition à la proposition de déchéance de nationalité pour les binationaux, elle déclare après la tenue de la primaire socialiste de 2017 avoir voté aux deux tours pour Manuel Valls, bien qu'elle ait maintenu une position publique de neutralité en tant que porte-parole pendant la campagne de primaire. À la suite de la victoire de Benoit Hamon, elle le soutient comme candidat du Parti socialiste, contrairement à Valls qui se rallie à Emmanuel Macron.
À la suite de la décision du député sortant Roger-Gérard Schwartzenberg de ne pas se présenter, Corinne Narassiguin est investie en avril 2017 par le PS dans la troisième circonscription du Val-de-Marne. Elle est éliminée par le candidat En Marche ! Laurent Saint-Martin dès le premier tour en obtenant le score de 4,16 %,.
En 2018, elle réintègre la direction du PS en tant que secrétaire nationale à la coordination et aux moyens après avoir soutenu la candidature Olivier Faure pour le congrès d'Aubervilliers.
Elle est la candidate sur canton d'Aubervilliers lors des élections départementales de 2021, en binôme avec le communiste Anthony Daguet, dans le cadre d'un accord de rassemblement départemental de la gauche au niveau soutenant la présidence de Stéphane Troussel, avec le Parti communiste français, GRS, Génération.s, EELV, le PRG, Les Radicaux de gauche ou LRDG, Place publique et le mouvement local Alternative citoyenne. Habitant la commune voisine de Pantin, sa candidature est critiquée par certains militants locaux qui la considèrent comme un « parachutage ». Toutefois, elle estime être « une femme de terrain depuis toujours » et revendique son implantation dans ce territoire. Avec 23,47 % des voix au premier tour, elle arrive en deuxième position derrière le binôme de la maire UDI/LR Karine Franclet (41,54 %), et en tête des trois candidatures de gauche. Au second tour, elle est battue avec 44,96 % des voix, mais sa liste parvient tout de même à plus que doubler son nombre de voix du premier tour malgré la très forte abstention (74,54 %).
En 2023, elle est investie pour mener de la liste PS-EELV pour les élections sénatoriales en Seine-Saint-Denis. Alors que cette coalition n'avait qu'un seul sénateur sortant, Gilbert Roger qui prend sa retraite politique, elle vise au moins deux élus en 2023. La liste qu'elle mène arrive en tête et obtient deux sièges, le sien et celui d'Adel Ziane.

## Prises de positions
Durant le débat sur la loi Taubira, en rupture avec la position formelle du gouvernement Ayrault, elle demande également l'ouverture d'un débat sur la gestation pour autrui, soulignant que « plutôt qu'une forme d'exploitation des femmes », la GPA est perçue, dans les pays où elle a été légalisée, « comme l'expression de la liberté individuelle des femmes à disposer de leur corps » mais elle estime toutefois que « la France n'est pas encore prête ».
En 2015, elle est l'objet d'une polémique après s'être rendue, à la demande du premier secrétaire du PS, au gala annuel du Collectif contre l'islamophobie en France (CCIF), une association controversée. Elle explique alors une main tendue à ceux qui veulent ramener le CCIF dans le cadre de la République. En 2016, elle dénonce que les changements annoncés par le président du CCIF se limitent en réalité à une opération de communication pour améliorer l'image de ce "collectif". En novembre 2019, elle refuse, avec la direction du Parti socialiste, de participer à la manifestation contre l'islamophobie organisée notamment à l'appel du CCIF, car selon elle cet appel qualifie les lois laïques de « liberticides ». En octobre 2022, elle publie une tribune dans le quotidien Le Monde intitulée "Défendre le droit de porter le voile n’est pas un combat féministe .